# خايمي راميريز
خايمي راميريز (بالإسبانية: Jaime Ramírez Banda)‏ (و. 1931 – 2003 م) هو لاعب كرة قدم من تشيلي، ولد في سانتياغو، شارك في كأس العالم 1966، وكأس العالم 1962، وكأس أمريكا الجنوبية 1955، مركز لعبه هو مهاجم، توفي في سانتياغو، عن عمر يناهز 72 عاماً.

## روابط خارجية
- خايمي راميريز على موقع الاتحاد الدولي (مؤرشف)  (الإنجليزية)
- خايمي راميريز على موقع قاعدة بيانات كرة القدم.إي يو (الإنجليزية)
- خايمي راميريز على موقع ناشيونال فوتبول تيمز (الإنجليزية)
- خايمي راميريز على موقع Soccerway.com (الإنجليزية)
- خايمي راميريز على موقع عالم كرة القدم.نت (الإنجليزية)